# South Asia Multidisciplinary Academic Journal
South Asia Multidisciplinary Academic Journal est une revue scientifique anglophone promouvant l'étude des rapports entre société, culture et politique en Asie du Sud, à partir d'enquêtes de terrain et dans une perspective comparative.
Chaque numéro réunit, sur un thème particulier, un ensemble pluridisciplinaire d’articles provenant aussi bien d’universitaires confirmés que de doctorants. SAMAJ édite également de libres contributions sur des sujets originaux ainsi que des recensions des ouvrages les plus récents sur l’Asie du Sud.
 South Asia Multidisciplinary Academic Journal est une revue  disponible en accès libre sur le portail OpenEdition Journals.